# Saxifraga eschscholtzii
Saxifraga eschscholtzii är en stenbräckeväxtart som beskrevs av Kaspar Maria von Sternberg. Saxifraga eschscholtzii ingår i Bräckesläktet som ingår i familjen stenbräckeväxter. Inga underarter finns listade i Catalogue of Life.

## Bildgalleri

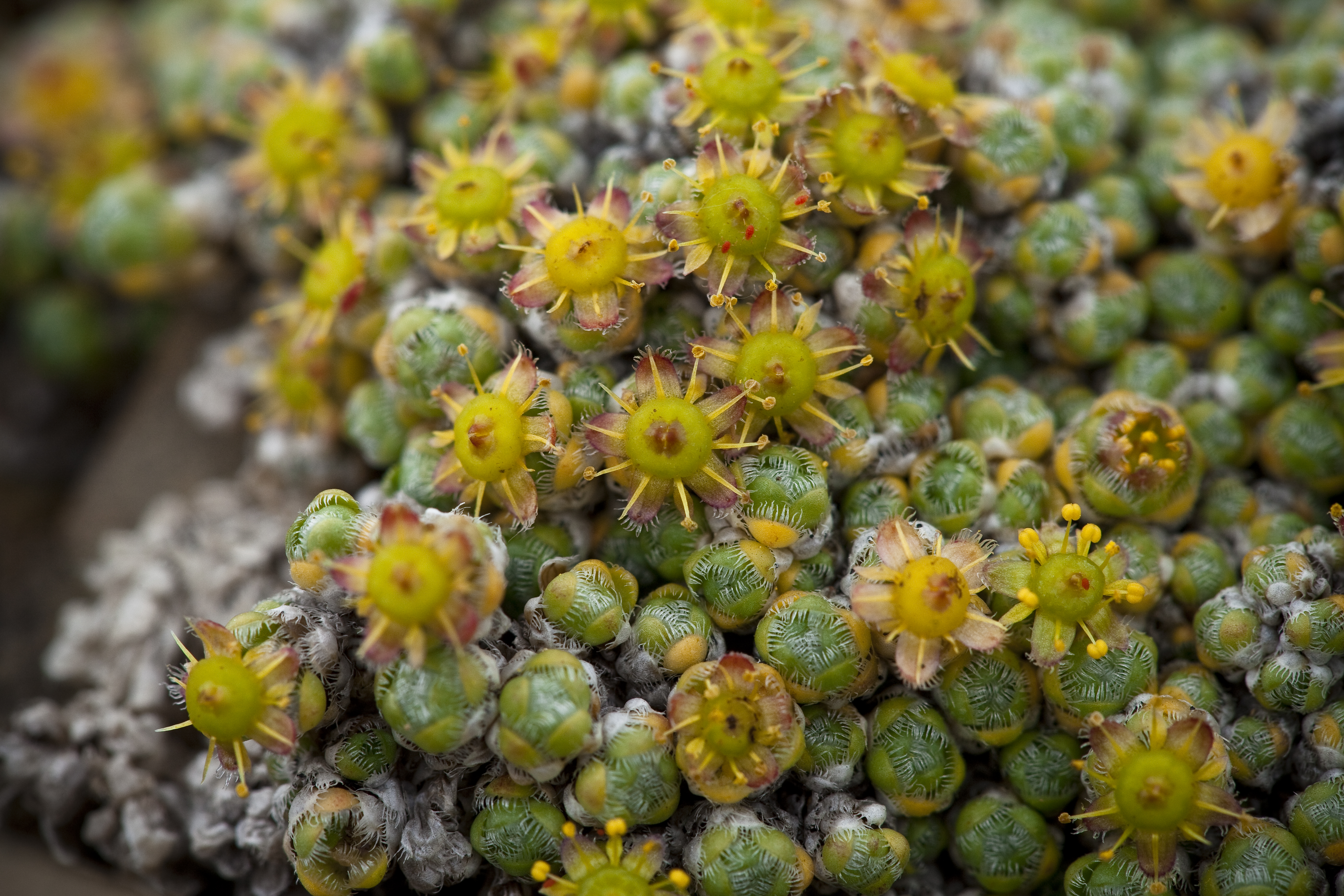